# Korejovce
Korejovce (ungarisch Korejóc – bis 1907 Koróc) ist eine Gemeinde im Nordosten der Slowakei mit 69 Einwohnern (Stand 31. Dezember 2024), die im Okres Svidník, einem Kreis des Prešovský kraj, sowie in der traditionellen Landschaft Šariš liegt.

## Geographie

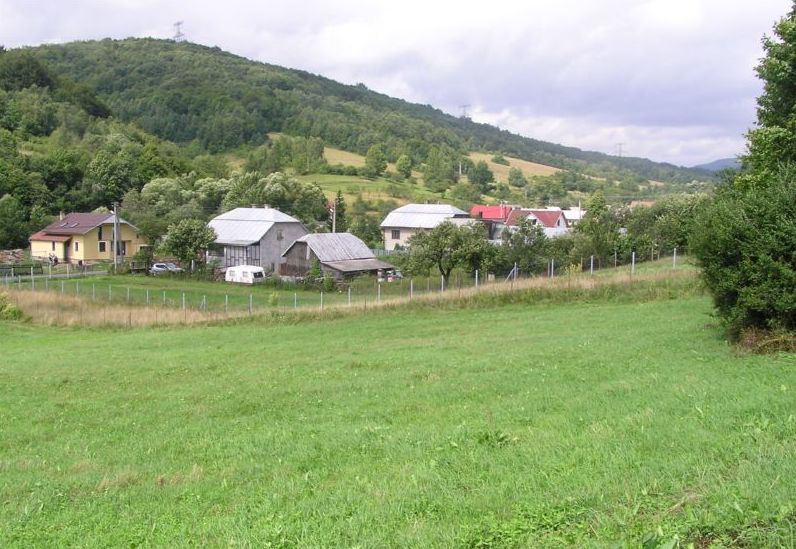
Korejovce

Die Gemeinde befindet sich in den Niederen Beskiden im Bergland Laborecká vrchovina und knapp außerhalb der Grenzen des Landschaftsschutzgebiets Východné Karpaty, im Tal des Baches Hrišov im Einzugsgebiet der Ondava, unweit der Staatsgrenze zu Polen. Das Ortszentrum liegt auf einer Höhe von 333 m n.m. und ist 12 Kilometer von Svidník entfernt (Straßenentfernung).
Nachbargemeinden sind Medvedie im Norden, Krajná Bystrá im Osten, Hunkovce im Süden, Nižná Pisaná im Westen und Vyšná Pisaná im Nordwesten.

## Geschichte

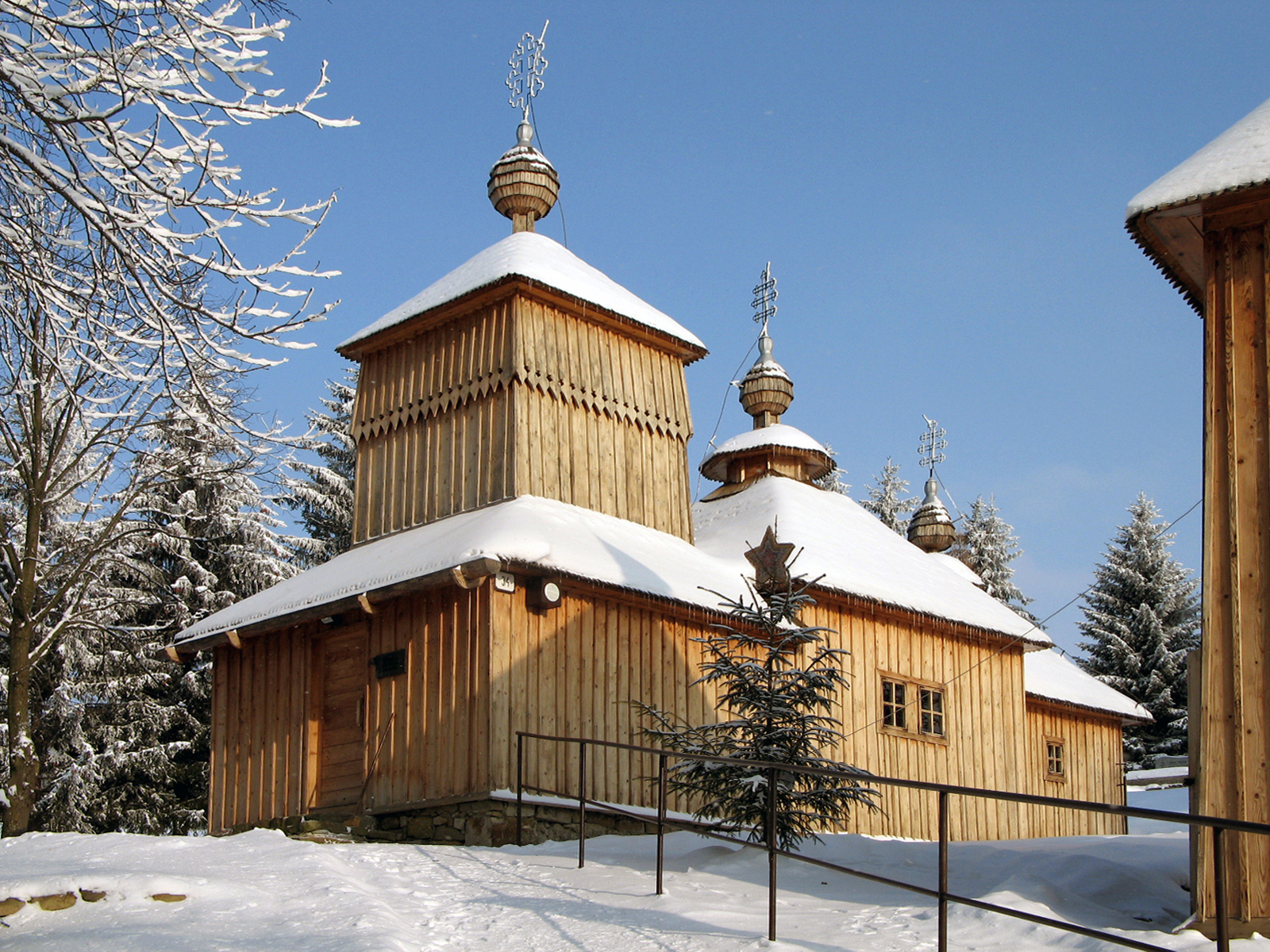
Griechisch-katholische Holzkirche

Korejovce entstand in der Herrschaft von Makovica zwischen 1573 und 1598 und wurde zum ersten Mal 1600 als Kerowche schriftlich erwähnt. 1713 und 1714 kam es zu einer beträchtlichen Entvölkerung des Ortes.
1787 hatte die Ortschaft 22 Häuser und 133 Einwohner, 1828 zählte man 25 Häuser und 194 Einwohner, die als Landwirte und Waldarbeiter tätig waren.
Bis 1918 gehörte der im Komitat Sáros liegende Ort zum Königreich Ungarn und kam danach zur Tschechoslowakei beziehungsweise zur heutigen Slowakei. In der Zeit der ersten tschechoslowakischen Republik wanderten viele Einwohner aus. Im Zuge der Ostkarpatischen Operation und der Frontverschiebung im Oktober 1944 brannte das ganze Dorf nieder. Nach dem Zweiten Weltkrieg pendelte ein Teil der Einwohner zur Arbeit in Industriegebiete in Svidník, Košice und im tschechischen Teil der Tschechoslowakei, die Landwirte waren privat organisiert.

## Bevölkerung
| Jahr                | 1994 | 2004 | 2014     | 2024     |
| ------------------- | ---- | ---- | -------- | -------- |
| Anzahl der Personen | 66   | 66   | 79       | 69       |
| Unterschied         |      | +0 % | +19,69 % | −12,65 % |

| Jahr                | 2023 | 2024    |
| ------------------- | ---- | ------- |
| Anzahl der Personen | 71   | 69      |
| Unterschied         |      | −2,81 % |

Gemäß der Volkszählung 2011 wohnten in Korejovce 64 Einwohner, davon 48 Slowaken, 13 Russinen sowie jeweils ein Russe und Ukrainer. Ein Einwohner machte keine Angabe zur Ethnie.
51 Einwohner bekannten sich zur griechisch-katholischen Kirche, neun Einwohner zur römisch-katholischen Kirche, zwei Einwohner zur orthodoxen Kirche und ein Einwohner zur reformierten Kirche. Bei einem Einwohner wurde die Konfession nicht ermittelt.

## Bauwerke und Denkmäler
- griechisch-katholische Holzkirche Schutz der allheiligen Gottesgebärerin aus dem Jahr 1764[6]
- Militärfriedhof aus dem Ersten Weltkrieg mit fünf bestatteten unbekannten k.u.k. Soldaten, 2004 instand gesetzt[7]

## Verkehr
Durch Korejovce verläuft die Cesta III. triedy 3543 („Straße 3. Ordnung“) von Hunkovce (Anschluss an die Cesta I. triedy 21 („Straße 1. Ordnung“)) nach Medvedie und Šarbov.